# 278. oklepni konjeniški polk (ZDA)
Za druge 278. polke glejte 278. polk.
278. oklepni konjeniški polk (izvirno angleško 278th Armored Cavalry Regiment) je eden izmed konjeniških polkov Kopenske vojske ZDA.
Trenutno je to edini povečani oklepni konjeniški polk v sestavi Kopenske nacionalne garde ZDA.